# Форт-дю-Бюс
Форт-дю-Бюс (нидерл. Fort Du Bus) — нидерландское оборонительное сооружение, созданное в 1828 году на берегу залива Тритон в юго-западной части Новой Гвинеи, на территории нынешней индонезийской провинции Западное Папуа. Предназначенный для борьбы с британским вторжением, форт стал первым европейским поселением в регионе, однако был оставлен в 1835 году из-за неблагоприятного климата и частых нападений со стороны местного населения.

## Предыстория
Нидерландская Новая Гвинея в начале XIX века контролировалась с Молуккских островов. Хотя побережье было нанесено на карты в 1825 году лейтенантом Колффом, серьёзных усилий по установлению постоянного присутствия в Новой Гвинее голландцами не предпринималось.
В то же время, британцы проявляли значительный интерес к этой области и угрожали ее присоединить к своим владениям. Чтобы этого не случилось, губернатор Молуккских островов Питер Меркус призвал правительство Нидерландов создать посты вдоль побережья. 31 декабря 1827 года было выдано королевское разрешение, а 21 апреля 1828 года небольшая экспедиция под руководством лейтенанта Яна Якова Стинбума с двумя кораблями: корветом «Triton» и шхуной «Iris» — покинула Амбон, чтобы найти подходящее место для поселения.

## Исследования
После кратковременной остановки на архипелаге Банда 25 апреля, экспедиция продолжала движение к Новой Гвинее. Участки в проливе Дурга и на реке Оэтата оказались непрактичными из-за болотистых земель и рифов. Несколько офицеров получили ранения в результате нападения туземцев. В начале июля подходящее место, наконец, было найдено в небольшой замкнутой бухте (тогда же названной заливом Тритон), к востоку от современного прибрежного города Каимана.

## Поселение
Корабли оставались с поселенцами в течение двух месяцев, их экипажи помогали в строительстве небольших зданий, окружённых двойным палисадом. 24 августа 1828 года, в день рождения короля Виллема I, был поднят голландский флаг, чем были выражены нидерландские претензии в Новой Гвинее. Несколько местных вождей выразили свою лояльность Нидерландам. Пост был назван Форт-дю-Бюс, в честь тогдашнего губернатора Голландской Ост-Индии.
Поселение вело оживлённую торговлю с народом асмат и папуасами, а также торговцами с острова Серам, пользовавшимися проа. Голландцы обменивались кольцами, ароматическими маслами, мускатным орехом, голотурией, райскими птицами и съедобными птичьими гнездами. Жители поселения, однако, страдали от болезней (прежде всего, малярии) и набегов туземцев с близлежащих островов. В 1835 году выжившие поселенцы покинули сторожевой пост, а форт остался заброшенным.
В 1839 году французский исследователь Жюль Дюмон-Дюрвиль посетил бывший форт и обнаружил аллею кокосовых пальм, лимонную рощу и руины зданий. В то же время, голландские колониальные чиновники продолжали нерегулярно посещать залив Тритон.